# Monica Bertagnolli
Monica Bertagnolli (née en 1959) est une chirurgienne américaine spécialisée en oncologie et la 17e directrice du National Institutes of Health. Elle a précédemment occupé le poste de 16e directrice de l'Institut national du cancer (États-Unis). Avant d'occuper des postes gouvernementaux, elle travaille au Brigham and Women's Hospital (en) et au Dana–Farber Cancer Institute (en). Elle est également titulaire de la chaire de professeure de chirurgie Richard E. Wilson à la Harvard Medical School.
Elle plaide en faveur de l'inclusion des communautés rurales dans les études cliniques et est présidente de l'Alliance for Clinical Trials in Oncology (en) jusqu'à sa nomination à la tête l'institut national du cancer (NCI). Bertagnolli se spécialise dans le traitement des tumeurs liées aux maladies gastro-intestinales et aux sarcomes des tissus mous. Elle a anciennement été la présidente de l'American Society of Clinical Oncology et est élue à la National Academy of Medicine en 2021,.

## Débuts et formation
Mme Bertagnolli grandit dans un ranch d'élevage de bétail dans le Wyoming. Ses parents sont des immigrants de première génération, d'origine basque (française) et italienne,  Elle obtient un diplôme de génie biochimique (BSE) de l'université de Princeton,. Elle étudie à la Faculté de médecine de l'université de l'Utah et fait son internat en chirurgie au Brigham and Women's Hospital. En 1993, elle obtient sa certification.

## Recherches sur le cancer
Monica Bertagnolli commence en 1994 en tant que chirurgienne associée au Strang Cancer Prevention Center et en tant que chirurgienne en exercice dans le Weill Cornell Medical Center,. Elle rejoint le corps professoral de la Harvard Medical School en 1999 et est nommée au Dana-Farber Cancer Institute en 2000,. Elle devient cheffe du département de chirurgie oncologique au Dana-Farber Cancer Institute en 2007, devenant ainsi la première femme à occuper un tel poste. Le laboratoire de Bertagnolli au Dana-Farber / Harvard Cancer Center étudie le rôle des mutations de la polypose adénomateuse coli (en) dans la carcinogenèse colorectale grâce à des études sur des animaux et des essais cliniques sur l'homme

## Direction du National Institutes of Health
En mai 2023, le président des États-Unis Joe Biden nomme Monica Bertagnolli à la tête du National Institutes of Health. Après confirmation de cette décision par le Sénat, elle est officiellement la seconde femme de l'histoire à occuper ce poste.

## Récompenses
- 2011 - Partners Healthcare Partners in Excellence Award[8],[9]
- 2015 - Cancer Charles H. Sanders Life Sciences Award[14]
- 2018 - Elle est nommée présidente de l'American Society of Clinical Oncology[3],[4](en-US) « National Academy of Medicine Elects 100 New Members », National Academy of Medicine, 18 octobre 2021 (consulté le 24 octobre 2021)[15]
- 2021 - Nomination au conseil d'administration de l'American Cancer Society[16]
- 2023 - Reconnue comme l'une des 100 femmes influentes en oncologie par OncoDaily[17].